# 卡林斯科海
卡林斯科海（克羅埃西亞語：Karinsko more）是位於亞得里亞海東岸達爾馬提亞北部地區。卡林斯科海與諾維格勒海僅由一個狹窄的海峽相連結。

## 描述
卡林斯科海的深度為3至12m。在卡林斯科海有一個小島名為Karinskiškolj。卡林斯科海有一条小支流卡里什尼察河。如果在冬天卡里什尼察河大量的水流入，卡林斯科海的鹽度會從36 ‰下降到29 ‰。
卡林斯科海的最寬處為 100 公尺。因此卡林斯科海也被稱為世界上最小的海。

## 連結

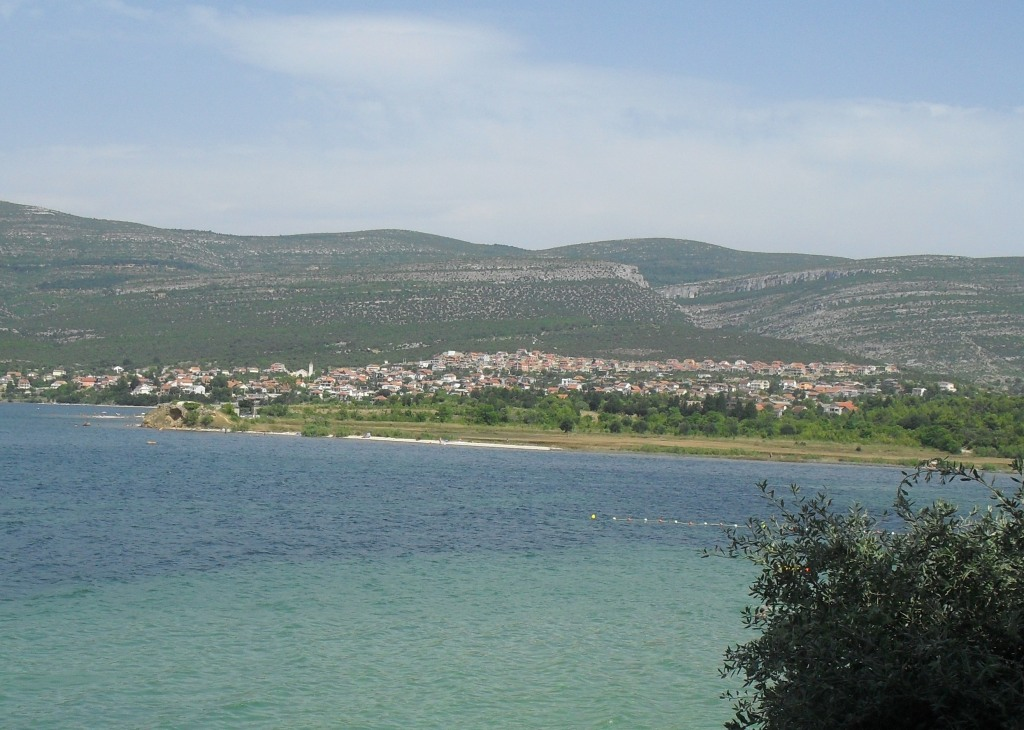
Gornji Karin 是卡林斯科海沿岸最大的聚落。

- 卡林斯科海 | 克羅埃西亞百科全書
- Gornji Karin – 奧布羅瓦茨旅遊局 （页面存档备份，存于）
- 卡林斯科海 | Proleksis 百科全書 （页面存档备份，存于）